# Calcedonio (nome)
Calcedonio  è un nome proprio di persona italiano maschile.

## Varianti
- Maschili: Calciodonio[1]
- Femminili: Calcedonia[1], Calciodonia[1]

## Origine e diffusione
Deriva dal greco Χαλκηδόνιος (Chalkedonios) o Καλχεδόνιος (Calchedonios), latinizzato in Calcedonius; è un etnonimo riferito a Calcedonia, antica città della Bitinia sul Bosforo (significa, cioè, "abitante di Calcedonia"); si noti che il termine greco era quasi coincidente con Χαρκηδόνιος (Charkedonios), che denotava invece un abitante di Cartagine.
Assai raro, è accentrato perlopiù in Sicilia per via del culto del santo così chiamato; nel 1941 il nome era attestato, a Palermo, fra i primi cento più diffusi.

## Onomastico
L'onomastico si festeggia il 7 settembre in memoria di san Calcedonio, martire, venerato soprattutto in Sicilia e a Malta.

## Persone
- Calcedonio Di Pisa, criminale italiano
- Calcedonio Giordano, militare italiano
- Calcedonio Inghilleri, politico italiano
- Calcedonio Reina, pittore e poeta italiano